# Stemmering
Stemmering, früher auch Stemering oder Stemberg, ist eine Einschicht der Fraktion Gassen in der Gemeinde St. Veit in Defereggen im Defereggental (Osttirol).

## Geographie
Stemmering liegt in der kleinsten der sechs Fraktionen von St. Veit in Defereggen. Die Häusergruppe liegt in rund 1465 Metern Höhe und damit rund 200 Meter über dem Talboden der Schwarzach. Der Ort an den Südabhängen des Gritzer Hörndle wird im Westen und Osten von zwei kleinen Bächen begrenzt, die beide als Eisbach bezeichnet werden.
Stemmering ist über die Defereggentalstraße (L25) erreichbar, wobei die Straße nach Stemmering zwischen Osing und Mentlerboden abzweigt und weiter zur Rotte Gassen führt. Zudem ist Stemmering über die Ortschaft Egg auch vom Dorf St. Veit über eine Straße erreichbar. Stemmering besteht aus den beiden Hofstellen Innerstemmiger (Gassen Nr. 8) und Außenstemmiger (Gassen Nr. 9).

## Geschichte und Bauwerke
Stemmering geht auf die Schwaige Stemmering zurück, die der Grundherrschaft des Amtes Windisch Matrei unterstand. Durch Teilung entstanden die Höfe Inner- und Außerstemminger. Zur Schwaige gehörte auch die Stemmeringer Alm auf der gegenüberliegenden Schattenseite des Tales, von der der dort verlaufende Stemmeringer Almbach seinen Namen erhielt. Auch der im Defereggental verbreitete Familienname Stemberger geht auf diese Ortslage zurück. Stemmering unterstand kirchlich lange Zeit dem Erzbistum Salzburg, wobei im 17. Jahrhundert zahlreiche Einwohner der Region als Protestanten von Ausweisung aus dem Einflussbereich des Bistums betroffen waren. Stemmering wurde lange Zeit bei Volkszählungen nicht extra ausgewiesen, sondern bei der Fraktion Gassen eingerechnet. Erst 1951 wird Stemmering als Einschicht mit elf Menschen in zwei Häusern separat verzeichnet. 1961 wurden von den Statistikern für Stemmering zwei Häuser und zehn Einwohner verzeichnet, 1981 waren es neun Menschen in zwei Häusern. Seit 1991 wird die Bevölkerung von Stemmering nicht mehr gesondert ausgewiesen.

### Innerstemminger
Der Bauernhof Innerstemminger war ursprünglich ein Paarhof mit Baukern aus dem 18. Jahrhundert mit einem zweigeschoßigen Wohngebäude in steiler Hanglage. Der Kantblock mit Blockpfettendach und unterkellertem Mauerfundament war ein traufseitig erschlossenes Mittelflurhaus mit umlaufenden Söller in beiden Geschoßen. Das Gebäude wurde 1970 umgebaut und danach vermutlich durch einen Neubau ersetzt. Zum Bauernhof gehörte auch ein inzwischen abgetragenes, freistehendes Backofenhaus aus der Zeit nach 1860 und ein ursprünglich materiell geteilter Speicherbau. Am Speicherfindet sich auch ein Hauskreuz unter brettergedecktem Satteldach mit vollplastischem Corpus-Christi im Dreinageltypus. Das Kreuz stammt aus der zweiten Hälfte des 18. Jahrhunderts.

### Außerstemminger
Der Bauernhof Außerstemminger war ursprünglich ein Paarhof. Das Wirtschaftsgebäude stammte aus dem 17. oder 18. Jahrhundert, wurde jedoch inzwischen abgetragen.